# مو دوتا
مو دوتا (بالإنجليزية: Mo Dutta)‏ هو مقدم تلفزيوني بريطاني، ولد في 1971.

## وصلات خارجية
- مو دوتا على موقع IMDb (الإنجليزية)